# Tom Louchet
Tom Alexis Louchet (* 4. Mai 2003 in Manosque) ist ein französisch-algerischer Fußballspieler, der aktuell beim OGC Nizza in der Ligue 1 spielt.

## Karriere

### Verein
Louchet begann seine fußballerische Ausbildung im September 2009 beim SC Volxien. Im Sommer 2012 wurde er für ein Jahr in seinen Geburtsort an EP de Manosque verliehen. Ein Jahr nach seiner Rückkehr, im Sommer 2014, wechselte er zu US Vivo 04. Wiederum zwei Jahre später unterschrieb er bei Gap Foot 05 und im Sommer 2018 beim FC Istres. 2019 wechselte er schließlich in die Jugendakademie des OGC Nizza. Dort kam er 2019/20 sowohl für die U19-Mannschaft, als auch für die fünftklassige Zweitmannschaft zum Einsatz. In der Saison 2020/21 spielte er erneut wenige Mal bereits für die zweite Auswahl. In der Spielzeit darauf entwickelte er sich zum Stammspieler im Reserveteam und schoss dort schon seine ersten Tore. Die Saison 2022/23 beendete er mit weiteren Reservespielen und schon Kadernominierungen für die Ligue 1 und die Conference League. Am zehnten Spieltag der Folgesaison wurde er bei einem 1:0-Sieg über Clermont Foot spät eingewechselt und debütierte somit für die Profis in der Ligue 1. Knapp zwei Monate später schoss er bei einer 1:3-Niederlage gegen den Le Havre FC sein erstes Tor im Profifußball.

### Nationalmannschaft
Im Februar 2020 bestritt Louchet zwei Partien für die französische U17-Nationalmannschaft.

## Familie
Louchet ist der Sohn des ehemaligen Profifußballspielers Jérôme Louchet, der mit dem FC Valenciennes und dem Le Havre AC in der Ligue 1 gespielt hat. Zudem ist er der Enkel von Michel Baulier, welcher über 250 Ligue-1-Partien für den FC Metz, Olympique Marseille und den FC Sochaux machte.